# Де Мойн (окръг, Айова)
Вижте пояснителната страница за други значения на Де Мойн.
Окръг Де Мойн (на английски: Des Moines County) е окръг в щата Айова, Съединени американски щати. Площта му е 1078 квадратни километра, а населението – 38 967 души (по изчисления за юли 2019 г.). Административен център е град Бърлингтън.